# Salsa de queso azul

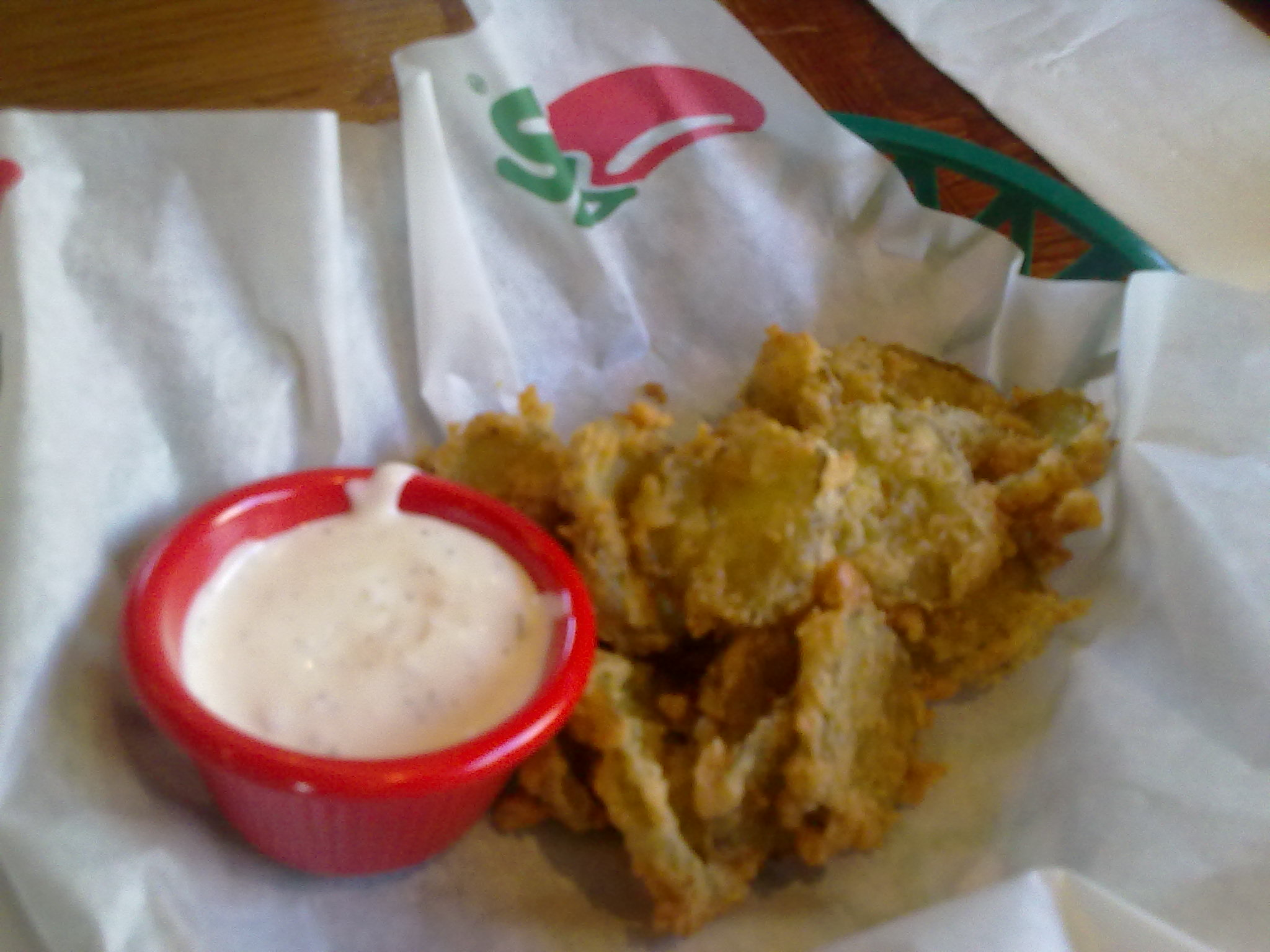
Salsa de queso azul y pepinillos fritos.

La salsa de queso azul es un salsa para ensaladas o para mojar, muy popular en los Estados Unidos. Suele hacerse con alguna combinación de mayonesa, crema agria, queso azul, leche, vinagre, cebolla en polvo y ajo en polvo. La mayoría de los fabricantes de aliño para ensalada y restaurantes producen una variante de la salsa de queso azul. Suelen servirse como condimento con las alitas de pollo y los crudités.
Hay una versión en vinagreta que consiste principalmente en aceite de oliva, queso azul y vinagre. También hay una versión típica del Medio Oeste de Estados Unidos que consiste en queso azul desmenuzado en una vinagreta al estilo de California.
- Datos: Q3945782